# Florian Stütz
Florian Stütz (ur. 1924, zm. ?) – zbrodniarz hitlerowski, członek załogi niemieckiego obozu koncentracyjnego Mauthausen-Gusen i SS-Rottenführer.
4 kwietnia 1942 wstąpił do Waffen-SS. Od 25 lipca 1942 do 9 kwietnia 1945 pełnił służbę w kompleksie obozowym Mauthausen. W obozie głównym oraz podobozach Gusen i Wien-Schwechat był między innymi posłańcem, kierowcą, strażnikiem i zastępcą Blockführera. Stütz pełnił także funkcję wartownika podczas czterech transportów więźniów między wrześniem 1943 a wrześniem 1944.
W procesie załogi Mauthausen-Gusen (US vs. Hans Giovanazzi i inni) skazany został na 30 lat pozbawienia wolności w związku z ciężkim pobiciem kilku więźniów. W wyniku rewizji karę zamieniono na 5 lat pozbawienia wolności.